# 螺旋球
螺旋球又稱螺絲球（英語：screwball），是棒球比賽中投手的棒球球路之一。螺旋球的變化路徑可視為反向曲球，而在早期的美國職棒還有人將此種球稱為消失的魔球，原因在於當時那個時代的變化球十分稀少，幾乎所有右投手的變化球，都是朝向右打者的外側變化移動，而打者腦袋中認定的變化球軌跡就是如此。

## 要訣與特性
螺旋球這種球路行進軌跡跟曲球恰巧相反，所以在投這種球路必須肘部以下到手掌的部份要向內側旋轉，使此部份的內面朝向自己。接著用力向下、向內、向前揮動肘部將球投出，以肘部的力量造成球體的反向旋轉。（感覺就像是逆轉手臂在投球，不太符合人體工學的投球方式）
投手甚至更近一步研究螺旋球的投球機制，特別把肌肉（如三頭肌等）來強化投螺旋球會用到的手臂肌肉，所以投起來就不像其他投手在投此球路容易傷害手臂，而且投出的螺旋球軌跡甚至像是投出的下墜曲球軌跡。
原理:在所有球種中，只有螺旋球（所謂的反向曲球）和曲球旋轉方向和其他球種不一樣，如果是以高壓出手方式來投螺旋球，假設我們將從投手角度來看，我們會發現球是呈現11往5點鐘方向（11→5）正旋（旋轉軸2-8）。如果我們是從一壘的視角觀察從投手丘投往本壘的快速球我們可以發現球是往下旋轉，此刻我們更深入探討，由流體力學角度觀察，以白努利定律（Bernoulli's Theory）解釋此現象，我們會發覺球體下方呈現的流線較密（代表球體下方有較多流線（流體）經過），這表示球體下半部壓力較小，在要達成瞬間力平衡狀態下，自然會讓球產生一個向下的作用力:馬格努斯效應（Magnus effect）。

## 代表投手
- 華倫·史潘
- 費南多·瓦倫祖拉
- 山本昌
- 石川雅規
- 高橋尚成
- 郭勇志